# سيرايلوس (تشيلي)
سيرايلوس، تشيلي (بالإنجليزية: Cerrillos, Chile)‏ هي مدينة من مدن تشيلي. يبلغ عدد سكانها 71906 نسمة وذلك حسب إحصائيات سنة 2006 projection. يبلغ ارتفاع المدينة عن سطح البحر قرابة 517 متر. تبلغ مساحتها 21.0 كم².